# SV Viktoria 96 Magdeburg
L'SV Viktoria 96 Magdeburg fu una società calcistica tedesca di Magdeburgo, Sassonia-Anhalt.

## Storia
Il club fu fondato il 15 giugno 1896 con il nome di Magdeburger FC Victoria 1896 e fu prima squadra ad essere fondata nella città di Magdeburgo.
La squadra inizialmente, a causa della scomparsa del Ring Magdeburger Ballspielvereine, dovette giocare per i primi quattro anni amichevoli in giro per la Germania, in quanto non era presente nella sua zona un campionato di calcio. Il Viktoria divenne perciò famoso per essere stato uno dei club pionieri del calcio tedesco, a tal punto che veniva pagato per giocare partite contro altre squadre.
Successivamente la squadra si iscrisse alla Verband Magdeburger Ballspielvereine (VMBV) e insieme ai rivali del FuCC Cricket-Viktoria 1897 Magdeburg fu a Lipsia, nel 1900, tra le società fondatrici
della DFB. Come campione della VMBV, il Viktoria partecipò al primo campionato tedesco di calcio, dove però venne travolto al primo turno dall'Altonaer FC per 1-8.
La squadra rivinse il VMBV l'anno successivo ma venne sconfitta di nuovo al primo turno dal Lipsia per 0-1. Nel 1905 la VBMV si unì alla Verband Mitteldeutscher Ballspielvereine e malgrado le vittorie del campionato, sette tra il 1905 e il 1917, la compagine non fu più in grado di partecipare alle finali nazionali. Nel 1912 la compagine cambiò nome in Sportverein Viktoria 96 Magdeburg.
La società comunque continuava a crescere e grazie soprattutto all'introduzione dell'atletica leggera e degli sport acquatici, nel 1920 contava 728 membri iscritti. Negli anni a seguire il Viktoria fece scoprire al paese sempre nuovi talenti sportivi, ma la sezione calcistica restò solo una squadra competitiva a livello regionale.
Nel 1933 il calcio tedesco fu riorganizzato dal regime nazista in sedici massime divisioni, le Gauliga. Il Viktoria riuscì a qualificarsi in Gauliga Mitte e vi restò fino al 1937, quando terminò il campionato all'ultimo posto e fallì. Subito dopo il fallimento, la squadra si fuse con il Männer-Turnverein 1860 Neustadt per dare inizio al VfL 1860 Viktoria Neustadt che però fu sciolto dalle autorità alleate subito dopo la fine della Seconda guerra mondiale.
La squadra è stata ricreata solo recentemente e milita nelle basse divisioni regionali.

## Palmarès
- 1. Klasse Magdeburg dal 1907/08 Mittelelbgau - Campionato regionale: 12

1900-01, 1901-02, 1902-03, 1903-04, 1904-05, 1905-06, 1906-07, 1907-08, 1908-09, 1915-16, 1916-17, 1917-18

## Giocatori celebri
- Paul Matthes